# 王遵訓 (順治進士)
王遵訓（1629年—1688年），字子循，號信初、浞庵，河南開封府陳州西華縣人，清朝政治人物。王鼎鎮次子。

## 生平
順治十五年（1658年）戊戌科二甲第一名進士（傳臚）。選翰林院庶吉士，授雲南道監察御史，為官清廉，以“匡維世道、康濟斯民”為己任。康熙二十六年（1687年）升戶部右侍郎，二十七年（1688年）因曾保舉張汧被罷職，同年卒。